# アレクサンドル・ブハロフ
アレクサンドル・ブハロフ（Aleksandr BUKHAROV、1985年3月12日 - ）は、ロシア・ナーベレジヌイェ・チェルヌイ出身の元サッカー選手。現役時代のポジションはフォワード。

## 経歴

### クラブ
2005年夏季ユニバーシアードサッカー競技（男子）の得点王。2002年にFCクラスノダール-2000でプロデビュー。2004年にFCルビン・カザンに加入するが、最初の1年間は2軍チームで研鑚を積むこととなる。2005年にトップチームに昇格し、1年目は出場機会に恵まれなかったが、2年目からレギュラーを確保し順調な滑り出しを見せたが、2006年7月上旬、トレーニング中に右膝前十字靭帯を負傷し、全治6か月と診断された。2007年2月下旬に完治し懸命なリハビリに励んでいたが、5月上旬に同じ個所を負傷して長期離脱を余儀なくされ、2007年シーズンは屈辱の公式戦出場はゼロに終わった。それでもクラブはブハロフのことは見捨てず、2008年1月に新たに3年契約を結んだ。復帰後は再びレギュラーを確保し、2008年シーズンにはクラブ史上初のリーグ制覇を果たした。2009年シーズンはリーグ戦23試合に出場して、内2試合はハットトリックを挙げ、チーム内得点ランキング2位の16得点を挙げた。
2010年8月、ルビンでチームメイトであったセルゲイ・セマクと共にFCゼニト・サンクトペテルブルクへ移籍。
2014年1月、FCアンジ・マハチカラにレンタル移籍した。
2013-14シーズン限りでゼニトとの契約を満了し、7月にFCロストフに加入した。

### 代表
2009年10月14日のワールドカップ予選アゼルバイジャン戦で代表デビュー。2017年3月28日のベルギーとの親善試合で代表初得点を挙げた。

## 個人成績
| クラブ           | シーズン | リーグ | リーグ | カップ | カップ | 欧州カップ戦 | 欧州カップ戦 | スーパーカップ | スーパーカップ | 通算 | 通算 |
| クラブ           | シーズン | 試合   | 得点   | 試合   | 得点   | 試合         | 得点         | 試合           | 得点           | 試合 | 得点 |
| ---------------- | -------- | ------ | ------ | ------ | ------ | ------------ | ------------ | -------------- | -------------- | ---- | ---- |
| FCルビン・カザン | 2005     | 8      | 2      | 1      | 0      | 0            | 0            | 0              | 0              | 8    | 2    |
| FCルビン・カザン | 2006     | 8      | 5      | 5      | 1      | 0            | 0            | 0              | 0              | 13   | 6    |
| FCルビン・カザン | 2007     | 0      | 0      | 0      | 0      | 0            | 0            | 0              | 0              | 0    | 0    |
| FCルビン・カザン | 2008     | 20     | 6      | 0      | 0      | 0            | 0            | 0              | 0              | 20   | 6    |
| FCルビン・カザン | 2009     | 23     | 16     | 1      | 0      | 0            | 0            | 1              | 0              | 25   | 16   |
| FCルビン・カザン | 2010     | 0      | 0      | 0      | 0      | 1            | 2            | 0              | 0              | 1    | 2    |
| FCルビン・カザン | 通算     | 59     | 29     | 7      | 1      | 1            | 2            | 1              | 0              | 68   | 32   |

## 獲得タイトル
- FCルビン・カザン
  - ロシアサッカー・プレミアリーグ: 2 (2008, 2009)
  - コパ・ラ・マンガ：2 (2005, 2006)
  - CISカップ：1 (2010)
  - ロシア・スーパーカップ：1 (2010)

- FCゼニト・サンクトペテルブルク
  - ロシアサッカー・プレミアリーグ: 1 (2010)
  - ロシア・スーパーカップ：1 (2011)